# Маньян, Жак-Жозеф-Валантен
Жак-Жозеф-Валантен Маньян (фр. Valentin Magnan; 16 марта 1835, Перпиньян — 27 сентября 1916, Париж) — французский психиатр.

## Биография
Изучал медицину в Монпелье, Лионе и Париже. C 1867 года и до конца карьеры в 1912 году работал в известной парижской психиатрической Больнице Святой Анны. Изучал различные психические заболевания (в частности, общий паралич), алкоголизм, обращался к проблемам сексопатологии. В целом склонялся к представлениям о врождённом характере психических заболеваний и к предпочтению медикаментозным методам их лечения, что отразилось в его основных работах «Общие соображения о сумасшествии у дегенератов» (фр. Considérations générales sur la folie des héréditaires ou dégénérés, 1887) и «Клинические занятия по умственным расстройствам» (фр. Leçons cliniques sur les maladies mentales, 1891). В несколько вульгаризирующем ключе толкуя учение Дарвина, Маньян понимал наследственные психические заболевания как вырождение (дегенерацию) некоторой части вида в ходе естественного отбора и (особенно в поздних работах) требовал относиться к ним как общественной опасности. Умственную отсталость Маньян считал проявлением дегенерации, и делил «дегенератов» на тупоумных (дебилов), имбецилов и идиотов. Также выделялись высшие дегенераты (психопатические личности).

## Научные труды
Исключительно подробна книга Маньяна «Об алкоголизме. Различные формы алкогольного делирия и его лечение» (фр. De L'Alcoolisme. Des diverses formes du délire alcoolique et de leur traitment, 1874).
Маньян, однако, известен, главным образом, двумя небольшими работами.
- В брошюре «Превращение полового чувства и другие сексуальные извращения» (фр. Inversion du sens génital et autres perversions sexuelles, 1882)[1], написанной совместно с Жаном-Мартеном Шарко, речь шла, в частности, о гомосексуальности и о попытках лечить её гипнозом; в этой работе впервые был введён термин «половое извращение» (в двух вариантах, inversion и perversion).
- В небольшой статье «Экспериментальное и клиническое исследование по алкоголизму. Алкоголь и Абсент. Абсентная эпилепсия» (фр. Étude Expérimentale et Clinique sur l’Alcoolisme — Alcool et Absinthe, Épilepsie Absinthique, 1871) Маньян описал особенности алкогольной зависимости у любителей абсента (см. абсентизм), во многом заложив основы восприятия этого напитка и его поклонников в Европе (Маньян настаивал на том, что именно абсент вызывает наиболее тяжёлые последствия в виде эпилепсии у его потребителей и генетических последствий — дебильности, имбецильности и т. п. — у нескольких поколений их потомков).
- Leçons cliniques sur les maladies mentales. P., 1890;
- Вырождающиеся. СПб., 1903 (совм. с П. Легреном);
- Клинические лекции по душевным болезням. Алкоголизм. М., 1995.